# Teste Sciroppate
Le Teste sciroppate sono un gruppo musicale italiano di Milano, fondato da Emanuele Salvi Red Porati Gianluca Ramella e Antonello Salvi nel 1992

## Storia del gruppo
La formazione del gruppo avviene nei primi anni '90 a Corbetta, in provincia di Milano, da un gruppo di amici  Emanuele e Antonello Salvi (figli entrambi del noto compositore Aldo Salvi), Giuseppe Red Porati e Gianluca Ramella.
Col patrocinio di Salvi padre, nel 1993 il gruppo ottiene un grande successo già all'uscita del primo album, dal titolo appunto Teste sciroppate nel quale è contenuto il singolo Senti come puzzi che in quell'anno viene nominata tra le principali hit-tormentone in Italia e che conosce anche una versione spagnola (Mira como apestas).
Nello stesso anno discreto successo ottiene anche il singolo Il mago e la strega che segnerà la definitiva svolta verso la rielaborazione dei generi più disparati e della rivisitazione ironica di Another Brick in the Wall dei Pink Floyd nel singolo La murèla (il muretto in dialetto lombardo occidentale).
Nel 1994, il gruppo partecipa al Festival di Sanscemo per poi pubblicare l'anno successivo l'album La morale è sempre quella. Per la realizzazione del singolo Canale 38 ottennero la partecipazione del noto televenditore Roberto Da Crema e sono questi gli anni in cui il gruppo sfrutta il successo per una forte campagna pubblicitaria televisiva. All'interno dell'album è contenuta anche la canzone istoriata L'uccelletto ferito in chiesa barzelletta musicale a sfondo sessuale ripresa poi anche da alcuni sketch su Radio Deejay.
Nel 1996, il gruppo muta il nome in Pesche sciroppate e pubblica l'ultimo album dal titolo Suonando l'organo, contraddistinto dal tono scanzonato e goliardico a sfondo sessuale presente nel primo album d'uscita del gruppo.
Dopo un periodo di inattività si ritrovano nel 2012 e mettono in cantiere il quarto cd che viene pubblicato nel 2013 col titolo La pecorina smarrita: questo nuovo lavoro contiene tre brani di successo rivisitati (Il mago e la strega, Senti come puzzi e Pompa DJ) più altri sei inediti.

## Formazione
- Emanuele Salvi - voce solista e chitarre
- Giuseppe Red Porati - tastiere
- Antonello Salvi - batteria
- Gianluca Ramella - voce solista e basso
- Marcello Catalano - produttore, fonico

## Discografia
- 1993 - Teste sciroppate
- 1995 - La morale è sempre quella
- 1996 - Suonando l'organo
- 2013 - La pecorina smarrita